# Helmut Möckel (Politiker)

Helmut Möckel

Helmut Möckel (* 21. Juni 1909 in Vielau; † 15. Februar 1945 in Darmstadt) war ein deutscher Stabsführer der Hitlerjugend (HJ), Stellvertreter des Reichsjugendführers und Mitglied des Reichstags.

## Biografie
Möckel studierte nach dem Abschluss seiner Schullaufbahn Pädagogik und Ökonomie an der Technischen Hochschule Dresden und anschließend Politikwissenschaften an der Universität Wien. Möckel, der seine Studiengänge 1933 und 1934 abschloss, war Mitbegründer des Nationalsozialistischen Lehrerbundes (NSLB). Er trat zum 1. März 1931 der NSDAP bei (Mitgliedsnummer 437.757) und war von 1930 bis 1933 Mitglied der SS. Möckel wechselte 1933 von der SS zur HJ, wo er 1933 hauptamtlich bei der Gebietsführung der Hitlerjugend in Sachsen in den Referaten „Schulung“ und „Propaganda“ eingesetzt wurde. Er wurde 1935 Stabsleiter der Gebietsführung in Sachsen. Am 16. Juli 1937 wurde er Chef des Amts für Heimbeschaffung der Reichsjugendführung, was er bis Kriegsende blieb. Im Oktober war er zugleich Leiter des Behördenausschusses der Reichsjugendführung und am 9. November 1937 wurde er HJ-Hauptbannführer. Im April 1938 endete seine erste Kandidatur für den nationalsozialistischen Reichstag erfolglos. Im Juni 1938 kehrte er nach Sachsen zur HJ-Gebietsführung zurück, wo er im August 1938 HJ-Gebietsführer wurde. Ab Ende 1939 wurde er zur Wehrmacht eingezogen und zum Jagdflieger ausgebildet. Im August 1940 wurde er als Stabsführer der HJ Stellvertreter des Reichsjugendführers Baldur von Schirach, der ihm die Zuständigkeit für die „Reichsdienststelle Kinderlandverschickung“ übertrug.
Im November 1942 wurde Möckel Mitglied des nationalsozialistischen Reichstags, dem er bis zu seinem Tod im Februar 1945 als Abgeordneter für den Wahlkreis  Breslau angehörte. Am 11. Februar 1945 erhielt er noch das Ritterkreuz zum Kriegsverdienstkreuz mit Schwertern verliehen. Möckel starb zusammen mit seinem Fahrer und einem weiteren HJ-Führer bei einem Autounfall.